# I grandi eroi della Bibbia
I grandi eroi della Bibbia (Greatest Heroes of the Bible) è una miniserie televisiva statunitense in 4 puntate trasmesse per la prima volta nel 1978.
È una miniserie del genere drammatico a sfondo storico incentrata su vicende bibliche del Vecchio Testamento. Ogni puntata descrive una o più storie singole. Fu trasmessa per la prima volta divisa in quattro parti sulla NBC.

## Personaggi e interpreti
- Narratore, interpretato da Victor Jory.
- Narratore apertura, interpretato da Brad Crandall.
- Re Bera interpretato da Peter Mark Richman.
- Moses, interpretato da John Marley.
- Hesed, interpretato da Robert Carricart.
- Regina, interpretata da Julie Adams.
- Noah, interpretato da Lew Ayres.
- Vizier, interpretato da Robert Alda.
- Girga, interpretato da Robert Emhardt.
- Imhotep, interpretato da Lloyd Bochner.
- Xantha, interpretata da Rita Gam.
- Lot (2 episodi, 1979), interpretato da Ed Ames.
- Abraham (2 episodi, 1979), interpretato da Gene Barry.
- Pharaoh, interpretato da Joseph Campanella.
- Ularat, interpretato da Ed Lauter.
- Zipporah, interpretata da Anne Francis.
- Lilla, interpretata da Eve Plumb.
- Japheth, interpretato da William Adler.
- Ocran, interpretato da Frank Gorshin.
- Figlio di Hasdruga, interpretato da Michael Irving.
- Ham, interpretato da Jay Hammer.
- Beseleel, interpretato da Ron Rifkin.
- Aaron, interpretato da Al Ruscio.
- Shem, interpretato da Sam Weisman.

## Produzione
La miniserie fu prodotta da Biff Johnson e Jim Simmons per la Sunn Classic Pictures.  Le musiche furono composte da Bob Summers e Andrew Belling.

### Registi
Tra i registi sono accreditati:
- Jack B. Hively
- James L. Conway

### Sceneggiatori
Tra gli sceneggiatori sono accreditati:
- James L. Conway
- Norman Lessing
- Charles E. Sellier Jr.
- Stephen Lord

## Distribuzione
La serie fu trasmessa negli Stati Uniti dal 19 novembre 1978 al 22 novembre 1978 sulla rete televisiva NBC ed ogni puntata conteneva più storie, sia in replica in televisione, sia per l'home video. In seguito fu poi redistribuita sotto forma di serie televisiva in più episodi con le storie divise singolarmente per ogni episodio. È stata distribuita anche in Venezuela con il titolo Grandes héroes de la Biblia.
Alcune puntate sono state distribuite anche in Italia con il titolo I grandi eroi della Bibbia tra cui:
- Daniel in the Lion's Den, trasmesso negli Stati Uniti il 22 novembre 1978 e distribuito in Italia con il titolo Daniele nella fossa dei leoni[4]
- Joshua and the Battle of Jericho, trasmesso negli Stati Uniti il 20 novembre 1978 e distribuito in Italia con il titolo Le mura di Gerico[5]
- The Story of Noah, trasmesso negli Stati Uniti il 19 e il 20  novembre 1978 e distribuito in Italia con il titolo Noè e il giudizio universale[6]
- Joseph in Egypt, trasmesso negli Stati Uniti il 22 novembre 1978 e distribuito in Italia con il titolo Giuseppe in Egitto